# فرودگاه بین‌المللی گلیشر پارک
فرودگاه بین‌المللی گلیشر پارک (به انگلیسی: Glacier Park International Airport) یک فرودگاه همگانی بهره‌برداری هوایی با کد یاتا FCA است که یک باند فرود آسفالت دارد و طول باند آن ۲۷۴۵ متر است. این فرودگاه در کشور ایالات متحده آمریکا قرار دارد و در ارتفاع ۹۰۷ متری از سطح دریا واقع شده‌است.

## شرکت‌های هواپیمایی و مقصدهای پروازی

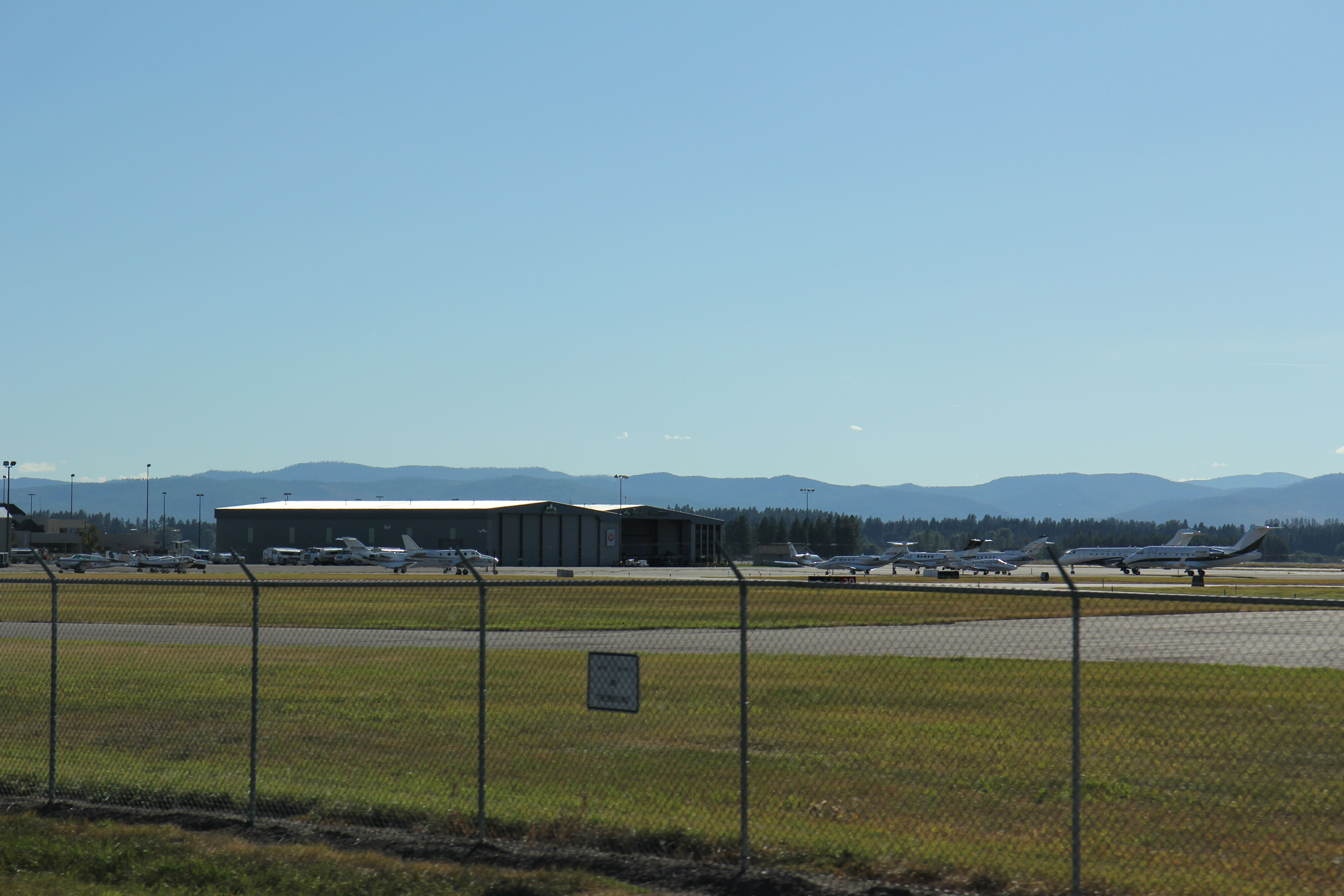
Airplanes and hangars from U.S. Route 2

| شرکت‌های هواپیمایی   | مقصدهای پروازی                                       |
| ------------------- | ---------------------------------------------------- |
| آلاسکا ایرلاینز     | سیاتل-تاکوما فصلی: سن دیگو                           |
| الیجنت ایر          | لاس وگاس فصلی: اوکلند٬ فینکس-مسا                     |
| امریکن ایرلاینز     | فصلی: شیکاگو-اوهر٬ دالاس-فورت وُرث٬ نیویورک-لاگواردیا |
| اولو ایرلاینز       | بربنک٬ سانتا روزا                                    |
| دلتا ایرلاینز       | سالت‌لیک‌سیتی فصلی: مینیاپولیس−سنت پل,                 |
| دلتا کانکشن         | مینیاپولیس−سنت پل، سالت‌لیک‌سیتی                       |
| سان کانتری ایرلاینز | فصلی: مینیاپولیس−سنت پل                              |
| یونایتد ایرلاینز    | دنور فصلی: اوهر شیکاگو                               |
| یونایتد اکسپرس      | دنور فصلی: هیوستون٬ لس‌آنجلس٬ سانفرانسیسکو            |